# خلج (شاهین‌دژ)
خلج روستایی از دهستان چهاردولی، بخش کشاورز، شهرستان شاهین‌دژ، استان آذربایجان غربی در ۱۸ کیلومتری شمال شاهین دژ قرار دارد.
جمعیت این روستا در سال ۱۳۸۵، برابر با ۵۸ نفر و ۱۴ خانوار بوده‌است